# Harald Klyk
Harald Klyk (* 23. Januar 1945 in Halle an der Saale) ist ein deutscher Radio- und Fernsehmoderator im Ruhestand. Er ist derzeit noch als Pressesprecher des Saarländischen Fußballverbands aktiv.

## Leben
Harald Klyk wuchs in Halle an der Saale auf, bis seine Familie aus beruflichen Gründen 1957 in das Saarland zog. Klyk besuchte das Ludwigsgymnasium in Saarbrücken und jobbte während seiner Oberstufenzeit beim Saarländischen Rundfunk (SR). Nach dem Schulabschluss studierte er an der Universität Saarbrücken Jura und jobbte weiter beim SR. 1970 musste er als Sportkommentator kurzfristig für einen Kollegen einspringen und kommentierte das Fußballspiel Borussia Neunkirchen gegen ASV Landau (Regionalliga Südwest).  1975 brach er sein Studium ab, als er eine Festanstellung beim SR erhielt. Dort startete er als Nachrichtenredakteur und in der Sportredaktion.
1977 wechselte er zum SR Fernsehen und arbeitete lange Jahre als Redakteur für den Aktuellen Bericht. Von 1992 bis 1998 wurde er als Sportredakteur und Reporter eingesetzt. Danach wechselte er zur Sendeleitung und zur Programmplanung. Im Fernsehen war er zuletzt 2002 in der SR Sportarena zu sehen. 2003 folgte eine kurze Zeit als Leiter der ARD-Trailer-Redaktion. 2010 ging er in den Ruhestand.
Seit 1996 ist er im Vorstand des Saarländischen Fußballverbands (SFV) tätig. Er ist zudem Jugendbetreuer und 2. Vorsitzender des FV 08 Püttlingen.
Klyk wohnt derzeit in Püttlingen. Er ist verheiratet und hat zwei Kinder.